# 羅伯特娃娃

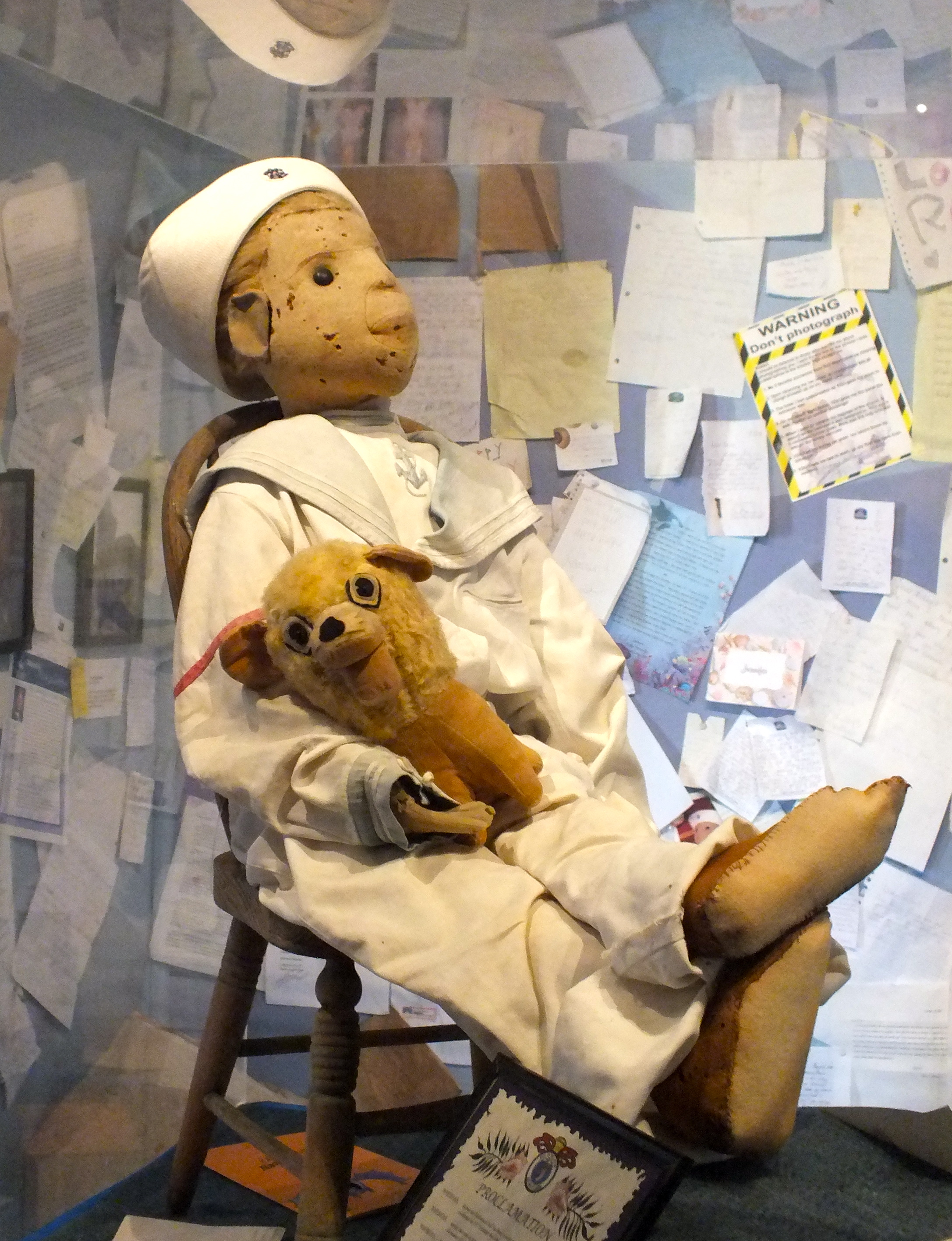
羅伯特娃娃

羅伯特（英語：Robert），或稱為羅伯特娃娃， 是在基韋斯特藝術與歷史博物館展出的一個詛咒娃娃。

## 歷史
羅伯特娃娃最初屬於Robert Eugene Otto，一個古怪的藝術家，屬於一個著名的基韋斯特家族。據報導，該娃娃由德國的Steiff公司製造，由Otto的祖父在1904年前往德國時購買，並作為生日禮物送給年輕的Otto。娃娃的水手服很可能是Otto小時候穿的衣服。
這個玩偶仍存放在基韋斯特伊頓街534號的Otto家中，而Otto在紐約和巴黎學習藝術，並於1930年5月3日在巴黎與Annette Parker結婚。這對夫婦回到基韋斯特的Otto家中居住，直到Otto於1974年去世。他的妻子在兩年後去世。在他們去世後，包含羅伯特娃娃的伊頓街住宅被出售給Myrtle Reuter，後者擁有它20年，直到該房屋被出售給現在的所有者，被作為賓館經營。
1994年，羅伯特娃娃被捐贈給佛羅里達州基韋斯特藝術與歷史博物館。

## 傳說
根據傳說，羅伯特娃娃具有超自然的能力，可以移動，改變它的面部表情，並發出咯咯的聲音。一些版本聲稱，一名“巴哈馬血統”的年輕女孩將羅伯特娃娃作為禮物送給了Otto。根據當地民間傳說，羅伯特娃娃已經造成車禍、骨折、失業、離婚和其他不幸，博物館遊客據稱因“未能尊重羅伯特”而遭遇不幸。

## 外部連結
- 羅伯特娃娃 （页面存档备份，存于）